# 京セラコネクタプロダクツ
京セラコネクタプロダクツ株式会社（きょうセラコネクタプロダクツ、KYOCERA Connector Products Corporation）は、かつて存在した京セラグループの企業。コネクタの製造・販売を行っていた。
2017年4月1日に京セラ株式会社に吸収合併され、解散した。

## 概要
- 所在：神奈川県横浜市緑区中山町402-1（現：中山2丁目4-1）
- 設立：昭和39年10月14日
- 資本金：400,000,000円
- 代表取締役社長：伊達洋司

## 沿革
- 1964年10月 - エルコ・インターナショナル・コーポレーションとして設立
- 1989年8月 - 京セラグループ傘下入り
- 1992年10月 - 京セラエルコ株式会社に社名変更
- 1995年3月 - 横浜市都筑区加賀原（京セラ横浜事業所）に本社移転
- 2011年5月 - 東芝コンポーネンツ工場跡地を取得し、横浜市緑区中山町に本社移転
- 2012年4月 - 京セラコネクタプロダクツ株式会社に社名変更。
- 2017年4月 - 京セラに吸収合併され解散。京セラ横浜中山事業所となる。